# Гурцкая Діана Гудаївна
Діа́на Гудаївна Гурцка́я (груз. დიანა ღურწკაია; рос. Диана Гудаевна Гурцкая; нар. 2 липня 1978 року, Сухумі, Грузинська РСР) — російська естрадна співачка і громадська діячка; Заслужена артистка Росії (2006). Членкиня Громадської палати Російської Федерації, голова Комісії з підтримки сім'ї, дітей та материнства. 
Активно підтримує Путінський режим та війну проти України. Фігурантка бази даних центру «Миротворець».

## Біографія
Народилася 2 липня 1978 року в Сухумі.
Батько — шахтар Гуда Адамурович Гурцкая, мати — вчителька Заїра Амірановна Гурцкая. Мати Діани померла в 2001 році. Діана була наймолодшою серед дітей, четвертою дитиною в багатодітній родині, у неї два брати Джамбул, Роберт і сестра Елісо. Старший брат Роберт — її продюсер.
Сліпа від народження. Закінчила школу-інтернат для дітей з вадами зору у Тбілісі. Одночасно переконала викладачів музичної школи, що зможе вчитися грі на фортепіано.
У 10-річному віці дебютувала виступом в Тбіліській філармонії, заспівала дуетом з грузинською співачкою Ірмою Сохадзе.

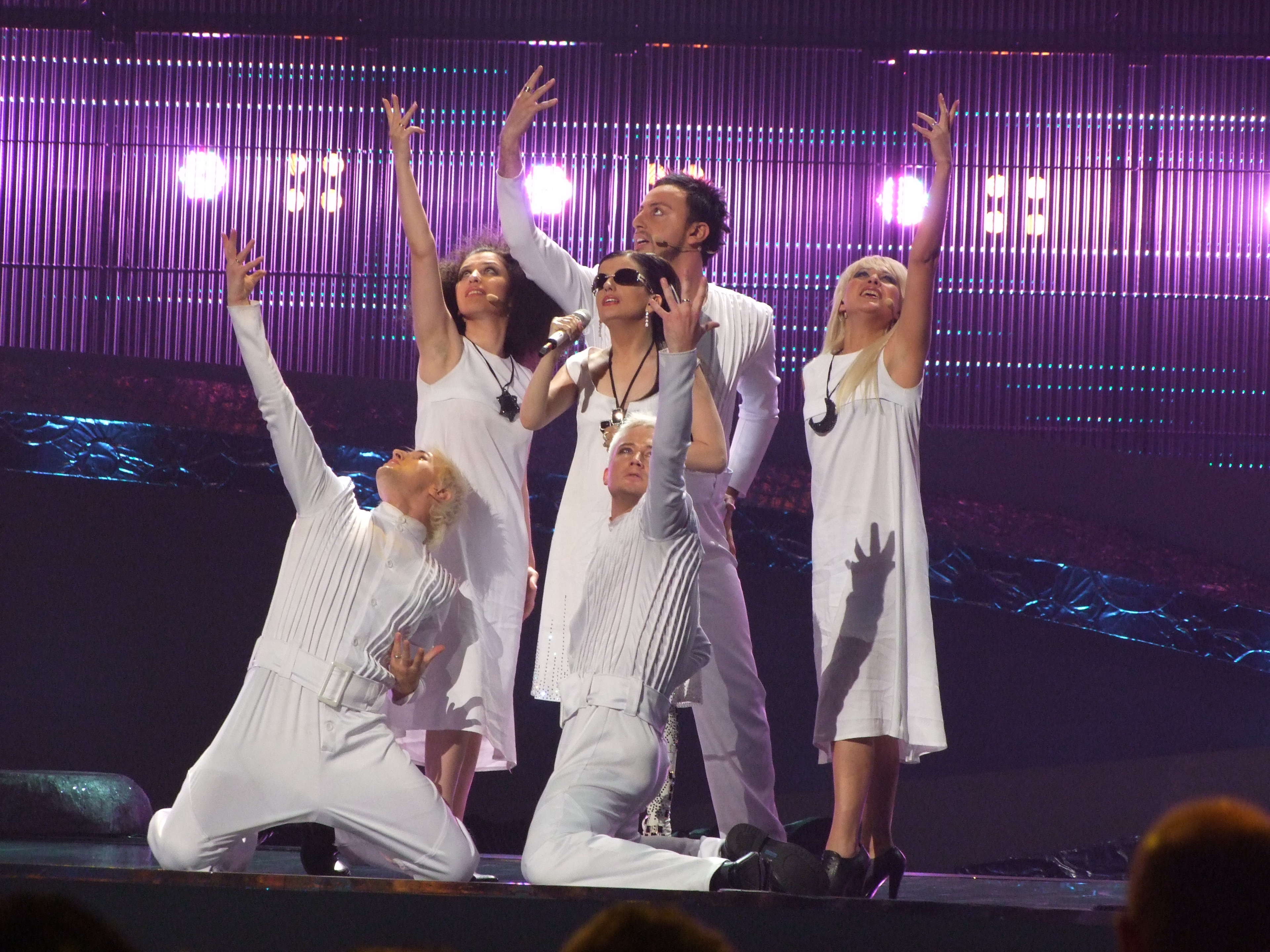
Міжнародний пісенний конкурс «Євробачення 2008»

У 1995 стала однією з переможців музичного конкурсу «Ялта — Москва — Транзит». У 1999 закінчила естрадне відділення московського Музичного училища імені Гнесіних. У 2003 закінчила Інститут Сучасного Мистецтва і вступила до магістратури факультету мистецтв МДУ ім. М. В. Ломоносова.
У березні 2000 студія «АРС» випускає дебютний альбом співачки «Ти тут», до якого увійшли пісні Ігоря Ніколаєва та Сергія Челобанова.
У 2002 виходить другий альбом співачки «Ти знаєш, мама».
1 березня 2008 року в тбіліському Палаці спорту відбувся відбірковий тур, за результатами якого в травні Діана представляла Грузію в Белграді на міжнародному конкурсі «Євробачення 2008». Стала першою незрячої співачкою зі Східної Європи, що взяла участь в Євробаченні.
У 2009 році в Міжнародний Паралімпійський день, вперше проведений в Москві, Оргкомітет Олімпіади «Сочі-2014» присвоїв Діані Гурцкая статус Посла «Сочі 2014», як людині, популяризує ідеї Олімпійського і Паралімпійського руху в Росії та світі.
Один з творців і голова Опікунської ради Фонду допомоги незрячим і слабозорим дітям «За покликом серця».
Діана Гурцкая членкиня Громадської Ради при Голові Ради Федерації Росії.
З 2011 року — членкиня Громадської палати Російської Федерації, голова Комісії з підтримки сім'ї, дітей та материнства.
З 2013 року — Указом Президента РФ № 603 від 03.07.2013 р. Діана Гурцкая призначена членкинею Комісії при Президентові Російської Федерації у справах інвалідів.

### Особисте життя
З 21 вересня 2005 року одружена з професором кафедри конституційного права Російського університету дружби народів, адвокатом, доктором юридичних наук Петром Кучеренком (нар. 3 травня 1974). Разом вони створили фонд допомоги незрячим дітям «За покликом серця».
29 червня 2007 року народила сина Костянтина Кучеренка.

## Фестиваль «Біла тростина»
Міжнародний благодійний фестиваль «Біла тростина» — сучасний творчий проєкт, створений і реалізований Діаною Гурцкая та її фондом допомоги незрячим і слабозорим дітям «За покликом серця».
15 жовтня 2010 року в Москві відбувся I Міжнародний благодійний фестиваль «Біла тростина — толерантність, рівноправ'я, інтеграція». У ньому взяли участь юні незрячі й слабозорі артисти з восьми країн колишнього СРСР.
17 жовтня 2011 року на сцені Московського міжнародного будинку музики відбувся II Міжнародний благодійний фестиваль «Біла тростина. Без кордонів». У спільних номерах з популярними російськими артистами виступили учні та вихованці спеціалізованих освітніх установ з 11 країн СНД.
Третій фестиваль відбувся 16 жовтня 2012 року в Театрі мюзиклу і пройшов під девізом «Реальна казка — це життя!» 
За минулі роки серед почесних учасників фестивалю були Хосе Каррерас, Ґоран Бреґович, Лариса Доліна, Надія Бабкіна, Дмитро Маліков і багато інших.
7 жовтня 2013 року в Москві пройшов IV Міжнародний фестиваль «Біла тростина», в якому взяли участь юні артисти з 12 країн колишнього СРСР і далекого зарубіжжя.
16 березня 2014 року в рамках Культурної програми Сочі-2014, в день закриття Паралімпійських ігор в Зимовому театрі Сочі відбувся гала-концерт «Біла тростина — Паралімпійські ігри», який представив гостям паралімпійської столиці найкращі творчі номери за всі роки Фестивалю. Яскравим окрасою заходу став виступ легендарного іспанського тенора Хосе Карререса, який спеціально прилетів підтримати юних незрячих і слабозорих артистів.
15 жовтня 2014 року в Москві відбувся V Міжнародний благодійний фестиваль «Біла тростина». У ньому взяли участь Алсу, Наташа Корольова, Олександр Олешко, Олег Газманов, Цой Аніта, Марк Тішман, Зара, група «А-Студіо», Марина Дев'ятова, і інші, а також діти з 10 країн колишнього СРСР.

## Громадянська позиція
Фігурантка бази даних центру «Миротворець» як особа, яка незаконно відвідувала окупований Росією Крим, свідомо порушуючи державний кордон України. Також заявила в інтерв'ю, що не вважає Крим та Донбас українськими. Одна з підписанток Заяви діячів культури на підтримку дій Путіна в Україні та Криму
У 2020 році Гурцкая разом з іншими Російськими та Білоруськими співаками випустили пісню і кліп "Любимую не отдают" (укр. Кохану не віддають) для підтримки Режиму Лукашенка під час Протестів в Білорусі

## Нагороди та звання
- 1 вересня 2014 року Указом Президента Росії № 593 нагороджена Орденом Пошани за «великий внесок у підготовку та проведення XI Паралімпійських зимових ігор 2014 року в місті Сочі».
- 30 грудня 2010 Указом Президента Росії Дмитра Медведєва №1649 нагороджена орденом Дружби за «активну громадську і благодійну діяльність»."[6].
- Кавалер Ордена Честі (Грузія)
- Заслужена артистка Російської Федерації.
- Орден Святої Варвари (РПЦ).
- Золотий орден Сердара (республіка Туркменістан).

## Вимова прізвища
Наголос в оригінальному прізвищі падає на другий склад. Прізвище співачки, незважаючи на свою форму, співзвучну слов'янській (а саме нестягненому прикметникові жіночого роду), є прізвищем мегрельського походження, і має іншу парадигму відмінювання (іменникову). Наприклад, брата співачки, за сумісництвом її продюсера, звуть Роберт Гурцка́я.

## Творчість

### Дискографія
1. 2000 «Ты здесь» (студия «АРС»)
1. Волшебное стекло
2. Ты здесь
3. Прости меня
4. Идиллия
5. Приворожи меня
6. Есть ли любовь на свете
7. Без тебя
8. Я не люблю тебя
9. Верность
10. Сердце
11. Всадник
12. Две луны
13. На прощанье

2. 2002 «Ты знаешь, мама»
1. Я люблю вас всех
2. Боже мой
3. Ты знаешь, мама
4. Зима
5. Двое под одним зонтом
6. Первая любовь
7. Венок
8. По зову сердца
9. Ромео и Джульета
10. Метели
11. Ночь
12. Ты не знал
13. Баллада о любви
14. Vivo per lei
15. Тбилиси

3. 2004 «Нежная»
1. Быть с тобой
2. Ночь есть ночь
3. Утро
4. Два сердца
5. Белый букет
6. Небо, не плачь
7. Жизнь
8. Зимняя сказка
9. Ангелы надежды
10. Нежная

4. 2007 «9 месяцев»
1. 9 Месяцев
2. Раненая птица
3. Дай нам, Бог…
4. Преодолей
5. Между небом и землей
6. How long…
7. Солнечный мальчик
8. Родные люди (дуэт с И.Кобзоном)
9. А у твоей любви..
10. Забываю тебя
11. 9 Месяцев (дуэт с А.Ковалевым)

### Кліпи
1. 1998 «Волшебное стекло»
2. 1999 «Ты здесь»
3. 2000 «Две луны»
4. 2001 «Первая любовь» (режисер Даниїл Мішин)
5. 2002 «Ты знаешь, мама» (режиссёр Тигран Кеосаян; муз. І.Крутой, сл. Е.Муравйов)
6. 2004 «Нежная»
7. 2006 «9 месяцев» (дует з Андрієм Ковалевим)
8. 2008 «Peace Will Come» (режисер Резо Гігінеішвілі, оператор Максим Осадчий)
9. 2010 «Родные люди» (дует з Йосипом Кобзоном)
10. 2014 «Тебя теряю»